# Jekatierina Aleksandrowska
Jekatierina „Katia” Dmitrijewna Aleksandrowska, ros. Екатерина Дмитриевна Александровская (ur. 1 stycznia 2000 w Moskwie, zm. 18 lipca 2020 tamże) – rosyjska łyżwiarka figurowa reprezentująca Australię od 2016 roku, startująca w parach sportowych z Harleyem Windsorem. Uczestniczka igrzysk olimpijskich (2018), mistrzyni świata juniorów (2017), zwyciężczyni finału Junior Grand Prix (2017), medalistka zawodów Challenger Series i dwukrotna mistrzyni Australii (2017, 2019).
26 lutego 2020 roku zakończyła karierę amatorską z powodu problemów zdrowotnych.
18 lipca 2020 roku rosyjska agencja informacyjna TASS podała informację o śmierci Aleksandrowskiej. Pierwotnie nie podano przyczyny ani okoliczności jej śmierci, ale informację potwierdził jej były partner sportowy Harley Windsor, który we wpisie na swoim Instagramie wyraził żal z powodu nagłej śmierci byłej partnerki. Swoje kondolencje wyraziło środowisko łyżwiarskie oraz prezydent ISU Jan Dijkema. Później agencja TASS podała, że ciało Aleksandrowskiej znaleziono w pobliżu jej domu w Moskwie, a wstępnie ustaloną przyczyną śmierci było samobójstwo. Aleksandrowska wyskoczyła z okna swojego mieszkania, które znajdowało się na szóstym piętrze. Znaleziono przy niej kartkę z napisem „Kocham” (ros. люблю). Według tego samego źródła, w 2019 roku łyżwiarka przeszła załamanie nerwowe i miała za sobą próbę samobójczą z powodu problemów zdrowotnych tj. epilepsji, która uniemożliwiła jej kontynuowanie kariery łyżwiarskiej. Ponadto cierpiała na depresję.

## Osiągnięcia

### Pary sportowe

#### Z Harleyem Windsorem (Australia)

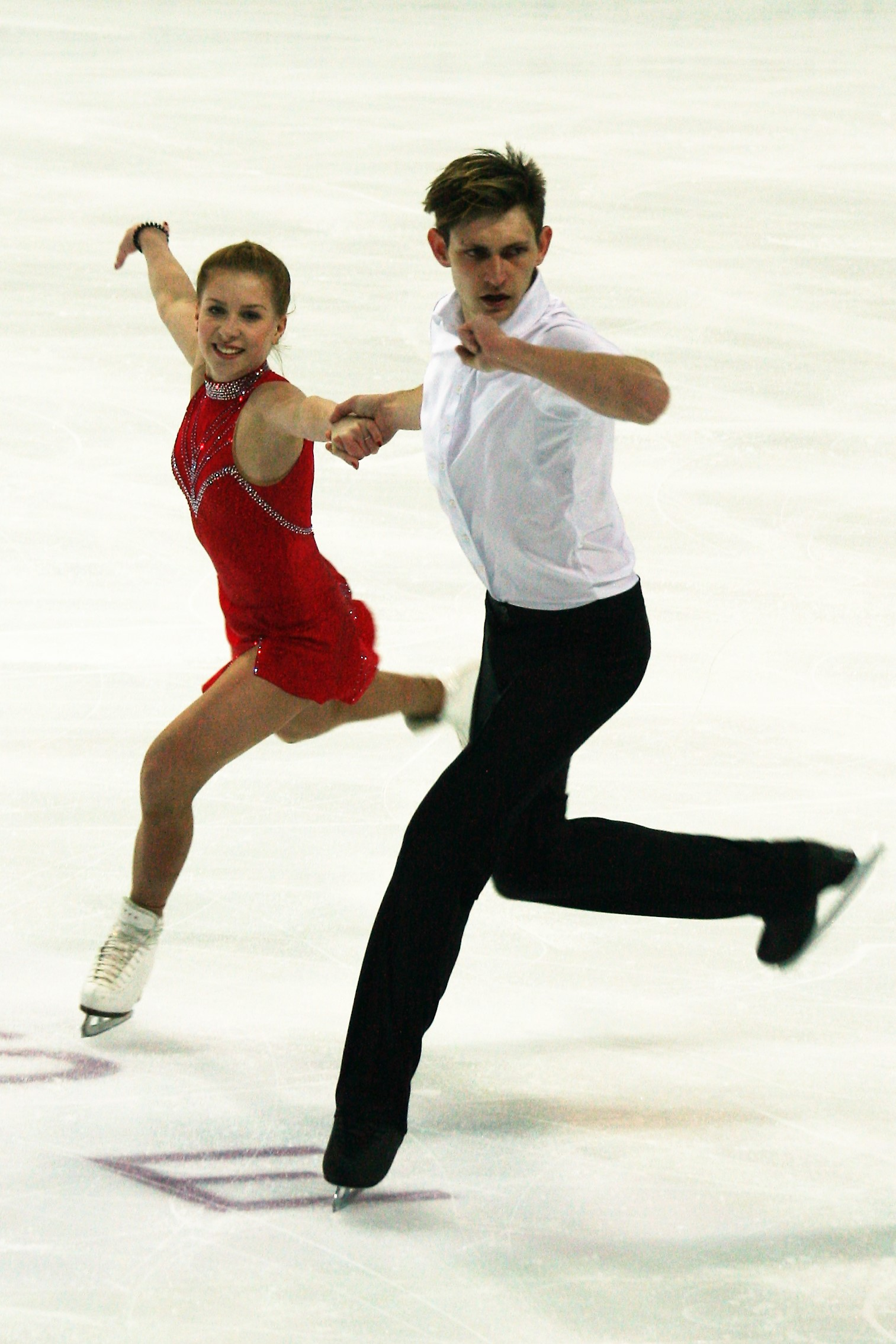
Aleksandrowska i Windsor na finale Junior Grand Prix 2016

| Zawody                                | 16–17          | 17–18          | 18–19          | 19–20          |                |                |                |                |                |                |                |                |                |                |                |                |                |
| Międzynarodowe                        | Międzynarodowe | Międzynarodowe | Międzynarodowe | Międzynarodowe | Międzynarodowe | Międzynarodowe | Międzynarodowe | Międzynarodowe | Międzynarodowe | Międzynarodowe | Międzynarodowe | Międzynarodowe | Międzynarodowe | Międzynarodowe | Międzynarodowe | Międzynarodowe | Międzynarodowe |
| ------------------------------------- | -------------- | -------------- | -------------- | -------------- | -------------- | -------------- | -------------- | -------------- | -------------- | -------------- | -------------- | -------------- | -------------- | -------------- | -------------- | -------------- | -------------- |
| Igrzyska olimpijskie                  |                | 18             |                |                |                |                |                |                |                |                |                |                |                |                |                |                |                |
| Mistrzostwa świata                    | 16             | 16             |                |                |                |                |                |                |                |                |                |                |                |                |                |                |                |
| Mistrzostwa czterech kontynentów      | 11             | 6              | WD             | WD             |                |                |                |                |                |                |                |                |                |                |                |                |                |
| GP Rostelecom Cup                     |                |                | 7              |                |                |                |                |                |                |                |                |                |                |                |                |                |                |
| GP Skate America                      |                |                |                | 7              |                |                |                |                |                |                |                |                |                |                |                |                |                |
| GP Skate Canada International         |                |                | 7              |                |                |                |                |                |                |                |                |                |                |                |                |                |                |
| CS Finlandia Trophy                   | 6              |                | 6              |                |                |                |                |                |                |                |                |                |                |                |                |                |                |
| CS Warsaw Cup                         | WD             |                |                |                |                |                |                |                |                |                |                |                |                |                |                |                |                |
| CS Nebelhorn Trophy                   |                | 3              |                | 9              |                |                |                |                |                |                |                |                |                |                |                |                |                |
| CS Tallinn Trophy                     |                | 1              |                |                |                |                |                |                |                |                |                |                |                |                |                |                |                |
| CS U.S. International Classic         |                |                | 3              |                |                |                |                |                |                |                |                |                |                |                |                |                |                |
| Międzynarodowe: Kategorie młodzieżowe |                |                |                |                |                |                |                |                |                |                |                |                |                |                |                |                |                |
| Mistrzostwa świata juniorów           | 1              |                |                |                |                |                |                |                |                |                |                |                |                |                |                |                |                |
| JGP Finał                             | 5              | 1              |                |                |                |                |                |                |                |                |                |                |                |                |                |                |                |
| JGP w Czechach                        | 8              |                |                |                |                |                |                |                |                |                |                |                |                |                |                |                |                |
| JGP w Estonii                         | 1              |                |                |                |                |                |                |                |                |                |                |                |                |                |                |                |                |
| JGP na Łotwie                         |                | 4              |                |                |                |                |                |                |                |                |                |                |                |                |                |                |                |
| JGP w Polsce                          |                | 1              |                |                |                |                |                |                |                |                |                |                |                |                |                |                |                |
| Krajowe                               |                |                |                |                |                |                |                |                |                |                |                |                |                |                |                |                |                |
| Mistrzostwa Australii                 | 1              |                | 1              |                |                |                |                |                |                |                |                |                |                |                |                |                |                |

#### Z Aleksandrem Jepifanowem (Rosja)
| Zawody                                | 14–15                                 | 15–16                                 |                                       |                                       |                                       |                                       |                                       |                                       |                                       |                                       |                                       |                                       |                                       |                                       |                                       |                                       |                                       |                                       |
| Międzynarodowe: Kategorie młodzieżowe | Międzynarodowe: Kategorie młodzieżowe | Międzynarodowe: Kategorie młodzieżowe | Międzynarodowe: Kategorie młodzieżowe | Międzynarodowe: Kategorie młodzieżowe | Międzynarodowe: Kategorie młodzieżowe | Międzynarodowe: Kategorie młodzieżowe | Międzynarodowe: Kategorie młodzieżowe | Międzynarodowe: Kategorie młodzieżowe | Międzynarodowe: Kategorie młodzieżowe | Międzynarodowe: Kategorie młodzieżowe | Międzynarodowe: Kategorie młodzieżowe | Międzynarodowe: Kategorie młodzieżowe | Międzynarodowe: Kategorie młodzieżowe | Międzynarodowe: Kategorie młodzieżowe | Międzynarodowe: Kategorie młodzieżowe | Międzynarodowe: Kategorie młodzieżowe | Międzynarodowe: Kategorie młodzieżowe | Międzynarodowe: Kategorie młodzieżowe |
| ------------------------------------- | ------------------------------------- | ------------------------------------- | ------------------------------------- | ------------------------------------- | ------------------------------------- | ------------------------------------- | ------------------------------------- | ------------------------------------- | ------------------------------------- | ------------------------------------- | ------------------------------------- | ------------------------------------- | ------------------------------------- | ------------------------------------- | ------------------------------------- | ------------------------------------- | ------------------------------------- | ------------------------------------- |
| Memoriał Nikołaja Panina              |                                       | 8                                     |                                       |                                       |                                       |                                       |                                       |                                       |                                       |                                       |                                       |                                       |                                       |                                       |                                       |                                       |                                       |                                       |
| Moscow Open                           |                                       | 6                                     |                                       |                                       |                                       |                                       |                                       |                                       |                                       |                                       |                                       |                                       |                                       |                                       |                                       |                                       |                                       |                                       |
| Krajowe                               |                                       |                                       |                                       |                                       |                                       |                                       |                                       |                                       |                                       |                                       |                                       |                                       |                                       |                                       |                                       |                                       |                                       |                                       |
| Mistrzostwa Rosji                     | 8                                     |                                       |                                       |                                       |                                       |                                       |                                       |                                       |                                       |                                       |                                       |                                       |                                       |                                       |                                       |                                       |                                       |                                       |
| Mistrzostwa Moskwy                    | 5                                     |                                       |                                       |                                       |                                       |                                       |                                       |                                       |                                       |                                       |                                       |                                       |                                       |                                       |                                       |                                       |                                       |                                       |

#### Z Władisławem Łysojem (Rosja)
| Mistrzostwa Rosji  | 4 |
| Mistrzostwa Moskwy | 1 |

### Solistki
| Zawody                                | 08–09                                 | 09–10                                 | 10–11                                 | 11–12                                 |                                       |                                       |                                       |                                       |                                       |                                       |                                       |                                       |                                       |                                       |                                       |                                       |                                       |                                       |
| Międzynarodowe: Kategorie młodzieżowe | Międzynarodowe: Kategorie młodzieżowe | Międzynarodowe: Kategorie młodzieżowe | Międzynarodowe: Kategorie młodzieżowe | Międzynarodowe: Kategorie młodzieżowe | Międzynarodowe: Kategorie młodzieżowe | Międzynarodowe: Kategorie młodzieżowe | Międzynarodowe: Kategorie młodzieżowe | Międzynarodowe: Kategorie młodzieżowe | Międzynarodowe: Kategorie młodzieżowe | Międzynarodowe: Kategorie młodzieżowe | Międzynarodowe: Kategorie młodzieżowe | Międzynarodowe: Kategorie młodzieżowe | Międzynarodowe: Kategorie młodzieżowe | Międzynarodowe: Kategorie młodzieżowe | Międzynarodowe: Kategorie młodzieżowe | Międzynarodowe: Kategorie młodzieżowe | Międzynarodowe: Kategorie młodzieżowe | Międzynarodowe: Kategorie młodzieżowe |
| ------------------------------------- | ------------------------------------- | ------------------------------------- | ------------------------------------- | ------------------------------------- | ------------------------------------- | ------------------------------------- | ------------------------------------- | ------------------------------------- | ------------------------------------- | ------------------------------------- | ------------------------------------- | ------------------------------------- | ------------------------------------- | ------------------------------------- | ------------------------------------- | ------------------------------------- | ------------------------------------- | ------------------------------------- |
| Moscow Open                           |                                       |                                       |                                       | 22 J                                  |                                       |                                       |                                       |                                       |                                       |                                       |                                       |                                       |                                       |                                       |                                       |                                       |                                       |                                       |
| NRW Trophy                            |                                       |                                       |                                       | 17 J                                  |                                       |                                       |                                       |                                       |                                       |                                       |                                       |                                       |                                       |                                       |                                       |                                       |                                       |                                       |
| Krajowe                               |                                       |                                       |                                       |                                       |                                       |                                       |                                       |                                       |                                       |                                       |                                       |                                       |                                       |                                       |                                       |                                       |                                       |                                       |
| Mistrzostwa Rosji juniorów            | 13                                    | 6                                     | 8                                     |                                       |                                       |                                       |                                       |                                       |                                       |                                       |                                       |                                       |                                       |                                       |                                       |                                       |                                       |                                       |
| Mistrzostwa Moskwy juniorów           | 8                                     | 5                                     | 14                                    |                                       |                                       |                                       |                                       |                                       |                                       |                                       |                                       |                                       |                                       |                                       |                                       |                                       |                                       |                                       |

## Programy
Jekatierina Aleksandrowska / Harley Windsor
| Sezon   | Program krótki (SP) | Program dowolny (FS) | Pokazy mistrzów                    |
| ------- | --- | --- | ---------------------------------- |
| 2019–20 | - Never Tear Us Apart medley – Andrew Ferris, Michael Hutchence choreografia: Julie Marcotte - Respect Yourself - Covers Vol. I | - Adaio of Spartacus and Phrygia (z baletu Spartakus) – Aram Chaczaturian choreografia: Julie Marcotte |                                    |
| 2018–19 | - Never Tear Us Apart medley – Andrew Ferris, Michael Hutchence choreografia: Julie Marcotte - Respect Yourself - Covers Vol. I | - Adaio of Spartacus and Phrygia (z baletu Spartakus) – Aram Chaczaturian choreografia: Julie Marcotte - Por una cabeza (z filmu Zapach kobiety) – Carlos Gardel, Alfredo Le Pera choreografia: Massimo Scali |                                    |
| 2017–18 | - Paint It, Black – Hidden Citizen, oryg. The Rolling Stones choreografia: Igor Cziniajew                                       | - Maska medley choreografia: Irina Żuk - Tango in the Park – Randy Edelman - The Business of Love – Domino - You Would Be My Baby – Vanessa Williams - Hey! Pachuco! – Straight Up                            | - Sign of the Times – Harry Styles |
| 2016–17 | - Skyfall (z filmu Skyfall) – Adele                                                                                             | - W.E. – Abel Korzeniowski |                                    |